# Maisie Peters
Maisie Hannah Peters (Steyning, 28 mei 2000) is een Engelse zangeres en songwriter. Nadat ze enige bekendheid kreeg op YouTube, tekende Peters bij Atlantic Records en bracht ze de ep's Dressed Too Nice for a Jacket (2018) en It's Your Bed Babe, It's Your Funeral (2019) uit. Ze kreeg vervolgens een platencontract bij Ed Sheerans label Gingerbread Man Records.

## Carrière
In 2017 bracht Peters haar debuutsingle "Place We Were Made" (augustus 2017) en "Birthday" (november 2017) uit, maar het duurde tot 2018 voordat de zangeres meer aandacht kreeg. Gedurende dit jaar tekende ze voor Atlantic Records UK, een divisie van Warner Music UK Limited. Het was onder dit label dat ze haar single "Worst of You" uitbracht, wat met 82 miljoen streams het meest afgespeelde nummer uit haar Spotify-discografie is. Een paar maanden later bracht ze nog een single uit, getiteld "Best I'll Ever Sing".
Aan het eind van 2018 bracht ze haar debuut-ep Dressed Too Nice for a Jacket uit.
In 2019 bracht Peters nog twee singles uit, "Stay Young" en "Favourite Ex", waarbij de laatste, samen met "Feels Like This", in de zomer op ITV's Love Island verscheen. In oktober 2019 bracht ze haar tweede ep uit, It's Your Bed Babe, It's Your Funeral.
Haar lied "Smile" stond op het soundtrackalbum Birds of Prey: The Album, voor de film Birds of Prey, uitgebracht door Atlantic Records op 7 februari 2020. Diezelfde maand werd Peters aangekondigd als voorprogramma voor het grootste deel van Niall Horans Nice to Meet Ya Tour in Europa.
In april 2020 begon ze een online boekenclub die bekend staat als "MP Book Club". Het eerste boek voor mei 2020 was Exciting Times van Naoise Dolan.
In mei 2021 werd bekend dat Peters gekozen was om het nieuwe soundtrackalbum voor de originele Apple TV+-serie Trying te schrijven. Het album bevat de originele nummers van het tweede seizoen van de show, geschreven en uitgevoerd door Peters. Na de aankondiging van de release van dit album, "Funeral", werd de lead track voor dit album met James Bay uitgebracht op 4 mei 2021. Het eerste stuk van dit nummer verscheen bij New Music Daily gehost door Zane Lowe op Apple's eigen radiostation Apple Music 1.
Op 15 juni 2021 werd bekend dat Peters zich had aangesloten bij het Gingerbread Man Records label van Ed Sheeran. Haar debuutalbum, You Signed Up for This, kwam uit op 27 augustus 2021.

## Discografie

### Albums
| Album                  | Verschijnen      | Label           | Hitlijsten | Hitlijsten | Hitlijsten | Hitlijsten | Hitlijsten | Hitlijsten | Opmerkingen |
| Album                  | Verschijnen      | Label           | BE (VL)    | BE (VL)    | NL         | NL         | GB         | DE         | Opmerkingen |
| Album                  | Verschijnen      | Label           | Piek       | Weken      | Piek       | Weken      | Piek       | Piek       | Opmerkingen |
| ---------------------- | ---------------- | --------------- | ---------- | ---------- | ---------- | ---------- | ---------- | ---------- | ----------- |
| You Signed Up for This | 27 augustus 2021 | Gingerbread Man | —          | —          | —          | —          | 2          | —          | Studioalbum |
| The Good Witch         | 23 juni 2023     | Gingerbread Man | 127        | 1          | 90         | 1          | 1 (1 wk)   | 18         | Studioalbum |

### Singles
| Lied                      | Verschijnen | Album                                 | Hitlijsten | Hitlijsten | Hitlijsten | Hitlijsten | Hitlijsten |
| Lied                      | Verschijnen | Album                                 | BE (VL)    | BE (VL)    | BE (WA)    | BE (WA)    | GB         |
| Lied                      | Verschijnen | Album                                 | Piek       | Weken      | Piek       | Weken      | Piek       |
| ------------------------- | ----------- | ------------------------------------- | ---------- | ---------- | ---------- | ---------- | ---------- |
| This Is on You            | 2019        | It's Your Bed Babe, It's Your Funeral | tip17      | —          | tip3       | —          | —          |
| Maybe Don't (met JP Saxe) | 2020        | —                                     | tip21      | —          | —          | —          | —          |
| John Hughes Movie         | 2021        | You Signed Up for This                | —          | —          | —          | —          | 92         |
| Psycho                    | 2021        | You Signed Up for This                | —          | —          | —          | —          | 57         |
| Cate's Brother            | 2022        | —                                     | —          | —          | —          | —          | 62         |
| Blonde                    | 2022        | —                                     | —          | —          | —          | —          | 77         |
| Not Another Rockstar      | 2022        | —                                     | —          | —          | —          | —          | 97         |
| Together This Christmas   | 2022        | —                                     | —          | —          | —          | —          | 47         |
| Lost the Breakup          | 2023        | The Good Witch                        | —          | —          | —          | —          | 85         |